# Puerto de Venecia
El Puerto de Venecia (en italiano: Porto di Venezia; siglas, VCE) es el octavo puerto de Italia por volumen de tráfico comercial y uno de los más importantes del Mediterráneo en el sector de los cruceros.

## Configuración
El acceso al puerto está garantizado a través de las tres siguientes bocas:
- Lido-San Nicolò para el acceso a la estación marítima situada en el centro histórico.
- Malamocco-Alberoni para el acceso a Porto Marghera.
- Pellestrina-Chioggia solo para pequeñas embarcaciones y para el acceso al puerto de Chioggia.

Los muelles y las instalaciones portuarias están dispersos sobre una amplia porción de territorio y divididos según su uso:
- En la tierra firme, en Porto Marghera, se concentra el tráfico comercial, especialmente buques portacontenedores y petroleros que alimentan el puerto seco y la zona industrial. Desde julio de 2010 pueden acceder naves de hasta 290 metros, frente a los 220 de antes, gracias a las obras de excavación y ampliación efectuadas en el canal dei Petroli, que une Porto Marghera a la boca de puerto de Malamocco.
- En el centro histórico, en la Estación Marítima, atracan por su parte las grandes naves de cruceros. Hay tres amarres para ferries y cinco para naves de cruceros. Pueden atracar aquí naves de hasta 315 metros de longitud, mientras que en la zona de San Basilio hay tres amarres para naves de cruceros de unos 200 metros.
- También en el centro histórico, a lo largo de la riva dei Sette Martiri atracan los grandes yates privados y ocasionalmente naves de cruceros y unidades militares frente al arsenal.

El puerto está muy conectado con la zona industrial de Marghera; en su cuenca hay numerosos astilleros de construcción y reparación, presentes en Marghera, Venecia y Pellestrina. Además del puerto comercial, muchas industrias tienen amarres privados. El puerto también es sede de actividad de la Marina Militare debido a la presencia del antiguo Arsenal Militar Marítimo, actual sede del Instituto de Estudios Militares Marítimos, del Museo Histórico Naval y de la Escuela Naval Militar Francesco Morosini.
Se accede allí a través de las dos bocas de puerto del Lido y de Malamocco: la primera está unida directamente al centro histórico, y la segunda está unida con el artificial canale dei Petroli, que conecta directamente a la zona industrial. Los fondos, de arena y lodo, tienen unos 16 metros de profundidad en el canale dei Petroli, para bajar a en torno a los 12 metros en el canal que une Malamocco y Marghera. En los canales industriales de Marghera hay además varias limitaciones, en todos los casos no superiores a los 10 metros y no inferiores a los 8,50 metros. Los accesos al puerto están actualmente en fase de ambiciosa remodelación en el ámbito del proyecto MOSE, que contempla la creación de nuevas presas para reducir los efectos del siroco y de puertos de refugio y cuencas capaces de permitir el tráfico también en los momentos en los que estén en funcionamiento las compuertas móviles contra el acqua alta.
Tras una negociación que duró tres años, en diciembre de 2017 una gran zona del puerto seco fue adquirida por el holding del emprendedor ligur-nigeriano Gabriele Volpi por un precio equivalente a 68 millones de euros.

## Historia

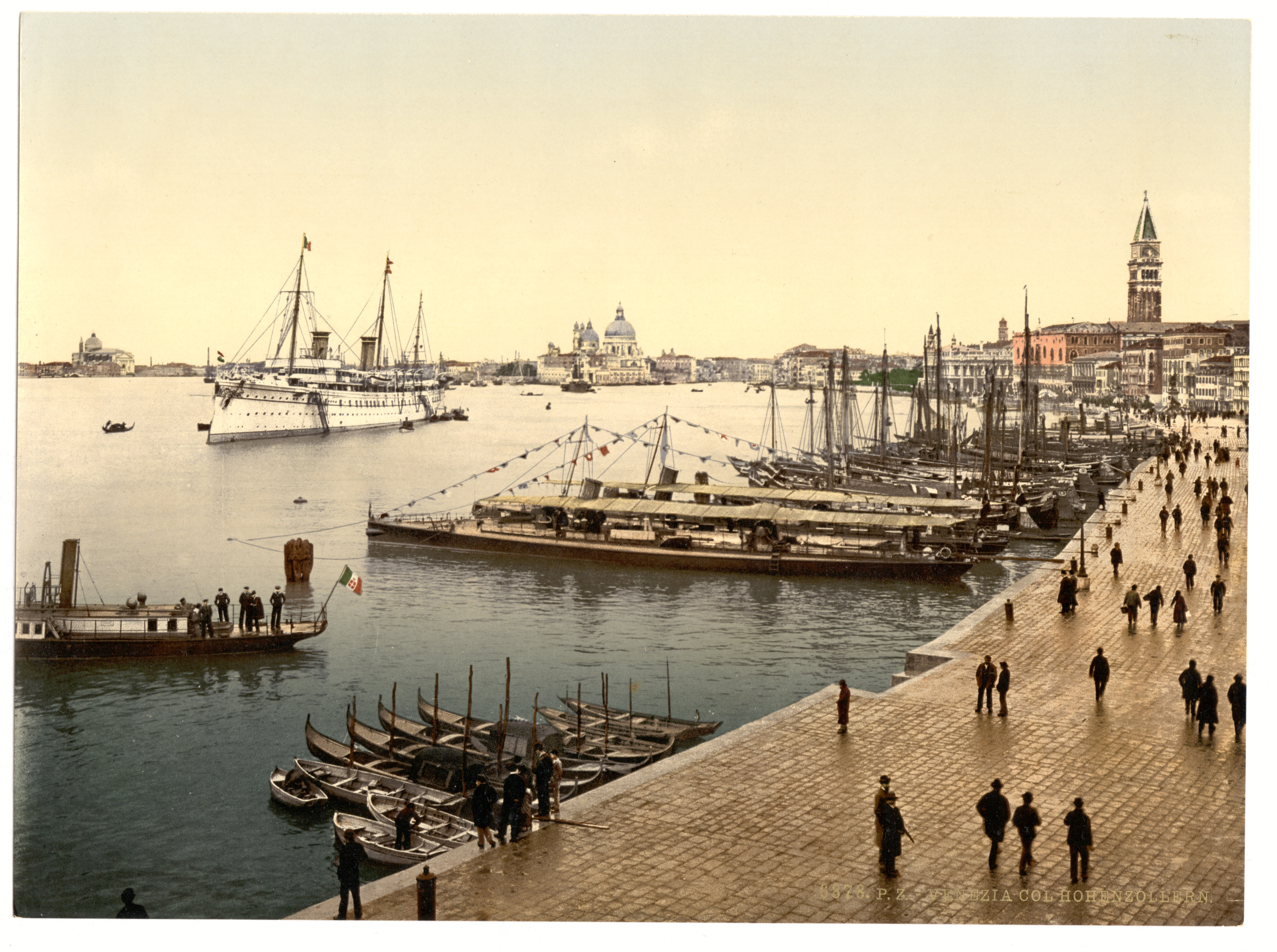
El puerto entre 1890 y 1900.

En los años treinta y cuarenta del siglo XIX, Austria dedicó una notable atención a la ciudad de Venecia. El 1 de febrero de 1830 el emperador Francisco II declaró a toda la ciudad puerto franco, con la intención de aumentar su vocación comercial (el régimen de franquicia fue abolido en 1874, cuando ya se había quedado sin ninguna capacidad real); la boca del Lido, víctima de un progresivo enterramiento debido al juego de las corrientes, había sido abandonada gradualmente por la propia Serenísima a partir de 1725. Todas las naves confluían en la entrada de Malamocco, cuya navegabilidad había sido mejorada mediante la excavación de una red de canales que garantizaban el acceso de las naves hasta el interior de la ciudad. Para defender el canal de los depósitos de arena, entre 1838 y 1857 los austriacos ordenaron la construcción de dos presas, respectivamente al norte y al sur de la salida a mar abierto.
Sin embargo, con la pérdida de la Lombardía, el imperio empezó a favorecer Trieste, su «puerto natural» sobre el Adriático, abandonando progresivamente Venecia a su suerte. Como consecuencia, en tan solo seis años, desde 1859 hasta 1865, el tráfico portuario de Venecia se desplomó de 4581 naves (con 436 000 toneladas de carga) a 3788 naves (con 292 000 toneladas).
Tras la anexión de Venecia al Reino de Italia, la decadencia del puerto de Venecia corría el riesgo de continuar ya que el gobierno italiano, en lugar de contrarrestar directamente la competencia austriaca en el Adriático, prefirió incentivar el desarrollo de los puertos en el Tirreno, siendo el primero entre todos ellos el de Génova, punto de entrada de todos los bienes con destino al interior padano.
Uno de los problemas que hacía difícil la gestión del puerto de Venecia era la lejanía de la estación ferroviaria, construida entre 1860 y 1865 y ubicada en un punto en el que la baja profundidad de los fondos no permitía el acceso a las naves, que continuaban atracando en la cuenca de San Marcos, sede tradicional del puerto de Venecia. El transbordo de las mercancías se tenía que realizar mediante barcazas, un paso intermedio que comportaba un gasto de tiempo y un aumento de los costes.
Por esta razón, se hizo necesario identificar una nueva sede para la estructura portuaria veneciana, que, tras una larga serie de discusiones y debates, se decidió ubicar en el extremo occidental del canal de la Giudecca, donde fácilmente se podría realizar una conexión ferroviaria entre los muelles y la estación. En 1869 se iniciaron así las obras para la construcción de la Nuova Stazione Marittima, que concluyeron con su inauguración el 1 de marzo de 1880. Posteriormente, para disminuir los tiempos de recorrido, se decidió reabrir la boca del Lido y en 1882 empezaron las obras de excavación del fondo (ya que en algunos puntos su profundidad se había reducido a solo 75 cm) y la construcción de dos presas, de manera análoga a lo que se hizo con la boca de Malamocco. La estación marítima se unió al ferrocarril mediante dos puentes de hierro, y entre 1908 y 1909 se realizaron más obras para la consolidación del acceso a la boca del Lido. La boca de Malamocco fue abandonada definitivamente en 1910 y en 1911 se abrió la tercera boca del puerto, la de Chioggia, destinada sobre todo al comercio de pescado. Gracias a esta serie de intervenciones, Venecia se convirtió en el segundo puerto de Italia por movimiento de mercancías aunque, hasta el estallido de la Primera Guerra Mundial, la supremacía sobre el Adriático continuó siendo ostentada por el Puerto de Trieste.
En los años de la Gran Guerra surgió y se desarrolló el proyecto de Marghera, localidad de la tierra firme veneciana que se destinó a la instalación de industrias pesadas. El nacimiento de la zona industrial y del barrio urbano anexo en la zona entonces denominada de los Bottenighi se debe casi exclusivamente a la iniciativa de Giuseppe Volpi, que ya en los primeros años del siglo XX había empezado a vender terrenos a las industrias químicas que se instalarían en la zona. Tras el final de la guerra se mostró claramente la necesidad de añadir al puerto comercial y a la estación de pasajeros una tercera estructura que pudiera servir de puerto industrial. El conde Volpi, después de haber fundado un Sindicato de Estudios para Empresas Electrometálicas, presentó al Ministerio de Obras Públicas un «proyecto para el puerto industrial de Venecia», cuyas obras, iniciadas en 1917 y bloqueadas tras la derrota de Caporetto, se retomaron en 1919. El 17 de mayo de 1922 fue inaugurado el Canale Vittorio Emanuele, que unía la Estación Marítima con Marghera, y en 1925 se abrió oficialmente al tráfico. En pocos años, entre 1920 y 1928, se habían instalado en Marghera 51 establecimientos activos en los sectores metalúrgico, químico, mecánico, naval, petrolífero y eléctrico. En esos mismos años se amplió el territorio municipal de Venecia con la anexión de Marghera (1917), Pellestrina (1923), Murano y Burano (1924), Mestre, Favaro Veneto, Chirignago, Zelarino y Malcontenta (1926), con lo cual el municipio de Venecia asumió progresivamente su configuración actual.
Las nuevas instalaciones contribuyeron al crecimiento del puerto de Venecia, que en 1928 alcanzó de nuevo el segundo puesto entre los puertos italianos, volviendo al nivel competitivo de la preguerra (1912) con un movimiento de mercancías de 2 800 000 toneladas. El muelle A, sin embargo, el primero que fue proyectado, no se inició hasta 1934 y se completó definitivamente en 1963.

## Volumen de tráfico

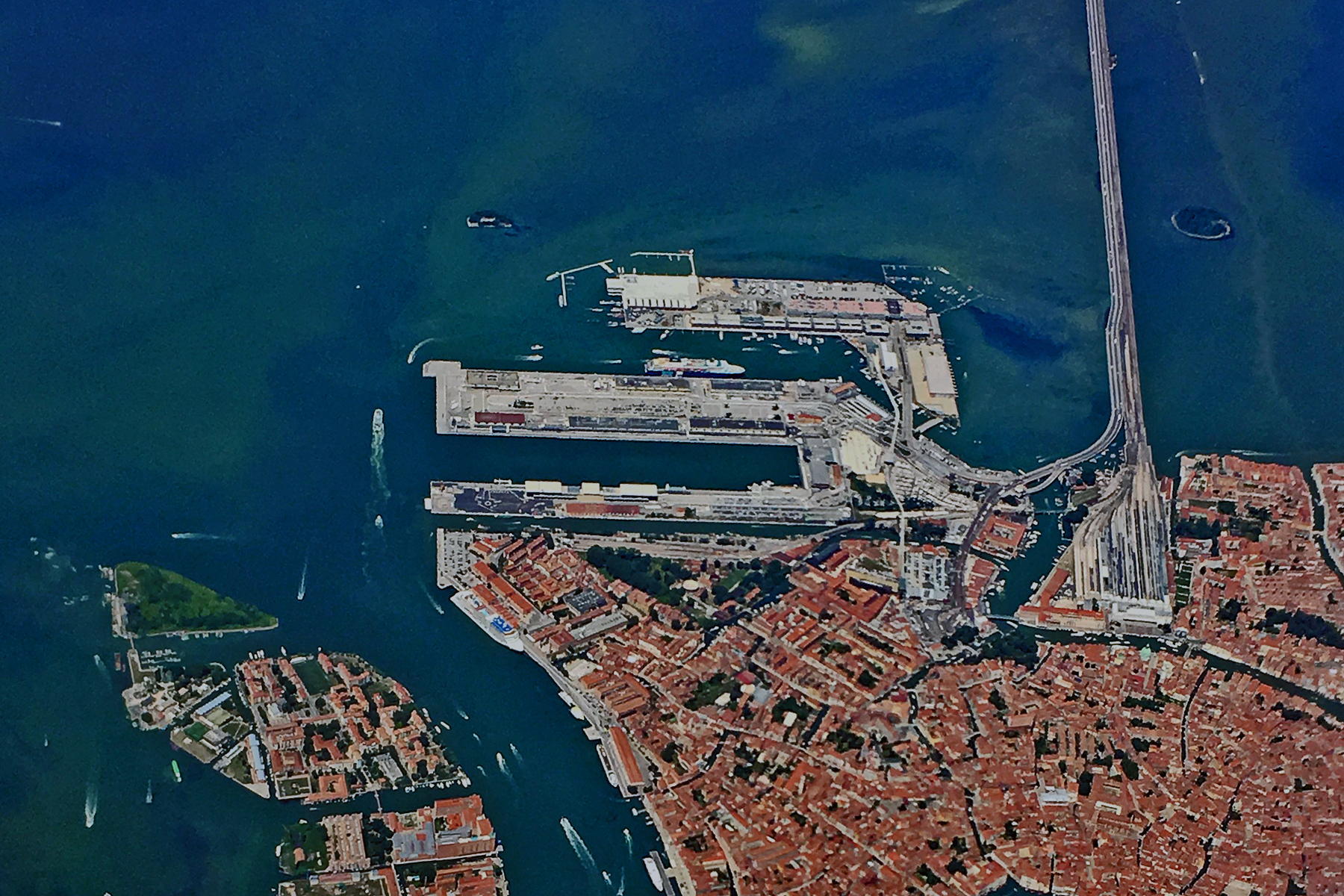
Vista aérea de la terminal de pasajeros de Venecia.

El puerto de Venecia juega un papel de primer plano a nivel nacional, distinguiéndose también a nivel europeo en algunos sectores que han registrado altas tasas de crecimiento en los últimos años. Un ejemplo es el sector de los contenedores, que pasó de 379 072 TEU en 2008 a 605 875 TEU en 2016, o la industria agrícola, que en ese mismo período pasó de 1 981 875 a 2 322 025 toneladas.
Aunque el tráfico petrolífero bajó de 10 860 165 toneladas en 2008 a 7 524 598 toneladas en 2016, desde 2014, una vez agotadas las existencias de crudo, ha recuperado el signo positivo y Porto Marghera es hoy una realidad relevante en el sector de la producción de biocarburantes. Otro dato interesante tiene que ver con el sector Ro-Ro, afectado por la fragmentación política y económica del Mediterráneo oriental pero que se ha recuperado velozmente a partir de 2014, año en el que el puerto de Venecia puso a disposición del sector una terminal dedicada, atrayendo nuevas líneas y nuevos servicios.

## Contaminación
Las actividades navales del puerto de Venecia son responsables de una gran cantidad de contaminación. En 2005 la Agencia Regional para la Prevención y Protección Ambiental del Véneto estimó que el tráfico naval emitió al aire veneciano 3496 toneladas de óxidos de nitrógeno, 3325 toneladas de óxidos de azufre y 486 toneladas de partículas en suspensión (PM10).

## Destinos
Los destinos de los ferries de pasajeros son:
- Umag (Venezia Lines)
- Poreč (Venezia Lines)
- Pula (Venezia Lines)
- Rovinj (Venezia Lines)
- Igumenitsa (Anek Lines y Superfast Ferries)
- Patras (Anek Lines y Superfast Ferries)
- Piran (Venezia Lines)

## Galería de imágenes

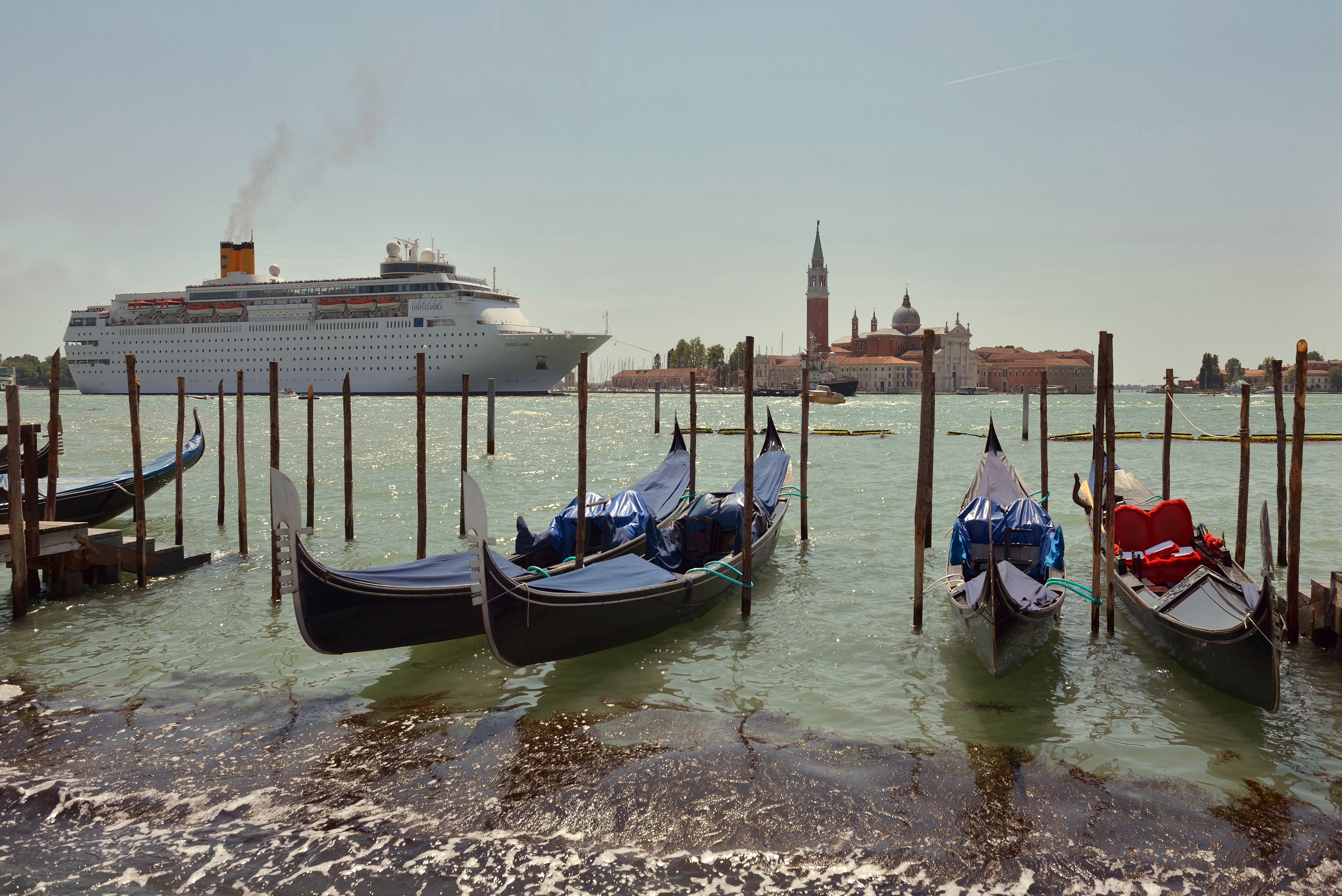
La nave de cruceros Costa Classica entrando a la cuenca de San Marcos.
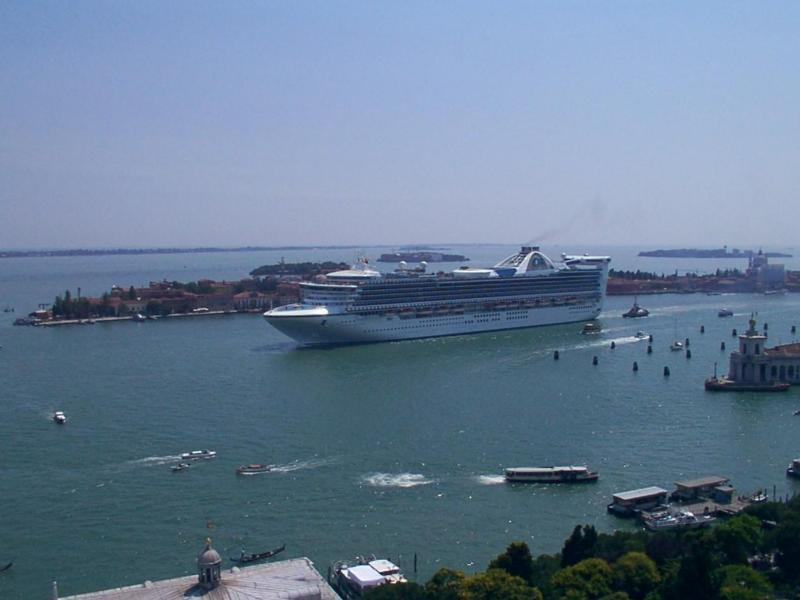
Una nave de cruceros saliendo del puerto en la cuenca de San Marcos.
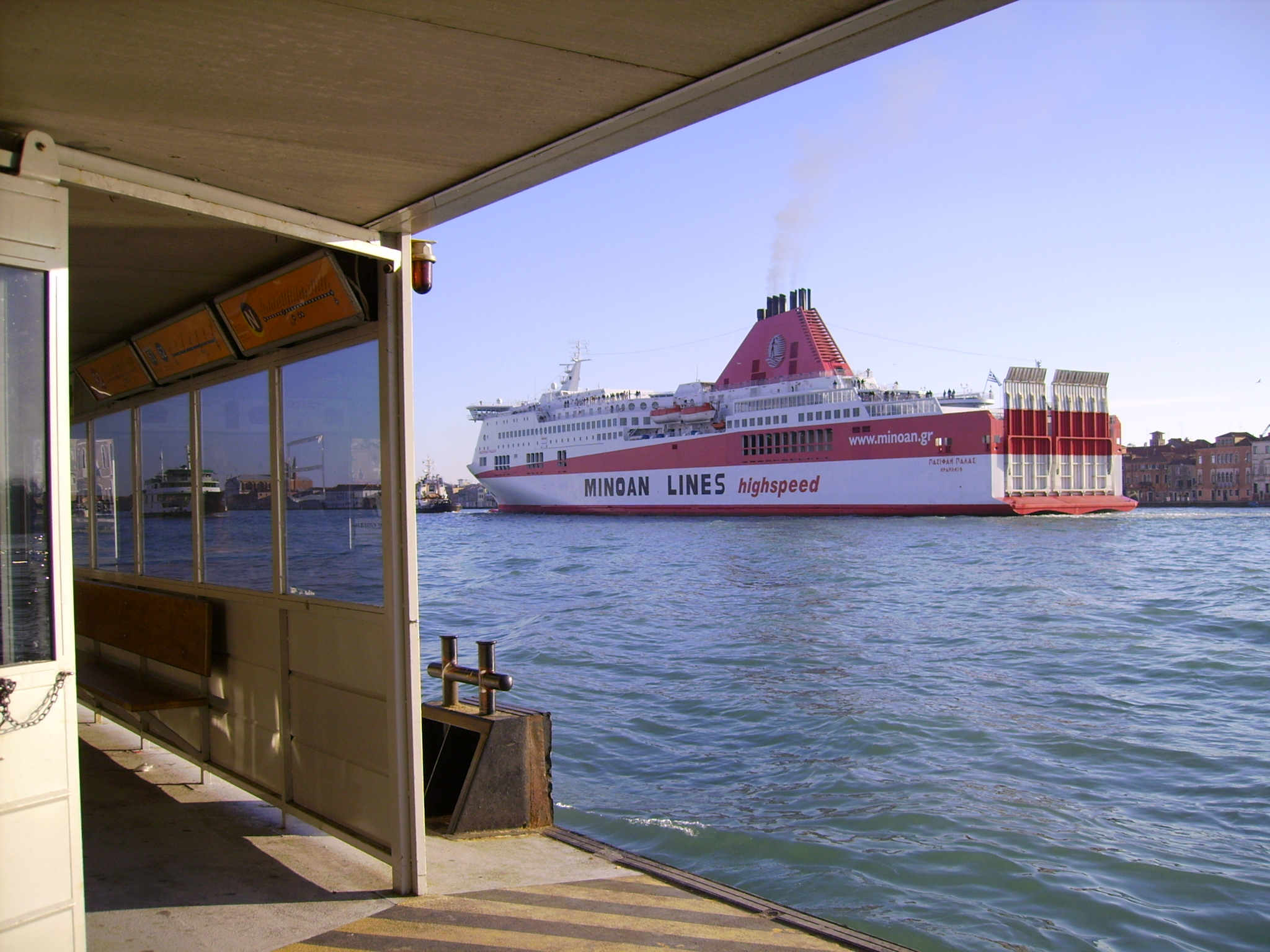
Un ferry de la Minoan Lines Venecia-Grecia en el canal de la Giudecca en dirección a San Marcos.
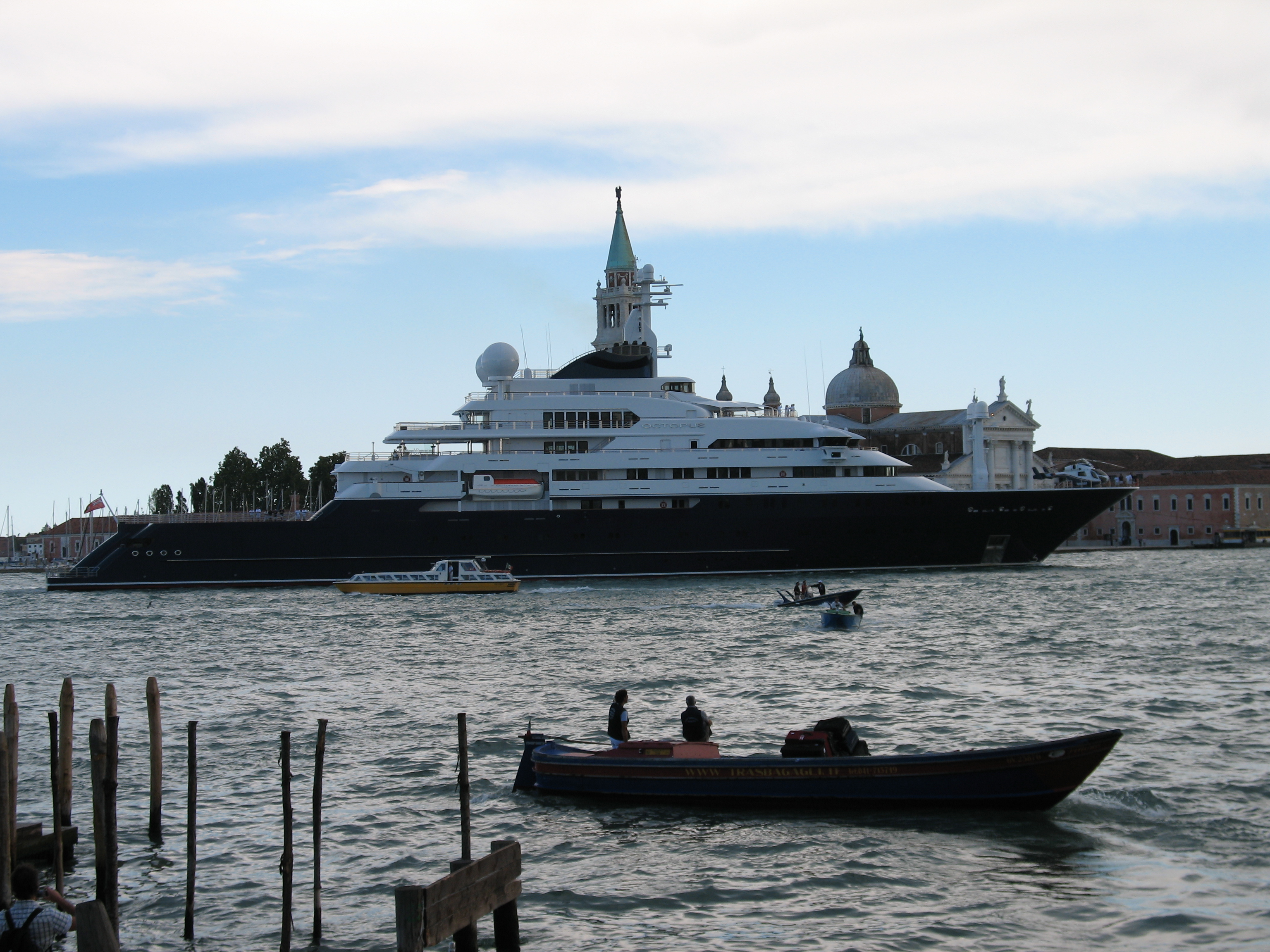
Un yate entrando al puerto.
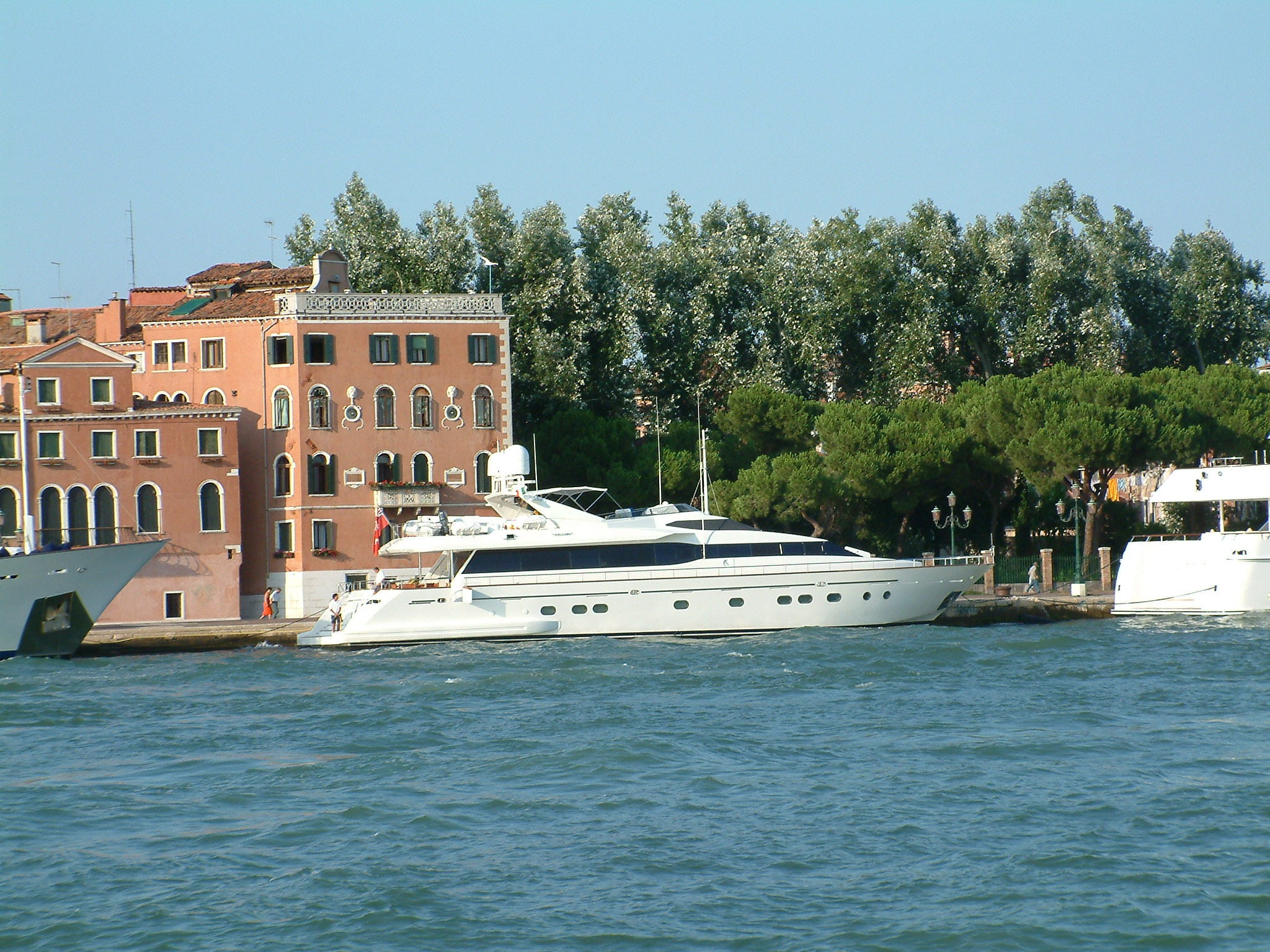
Yates amarrados en un muelle.
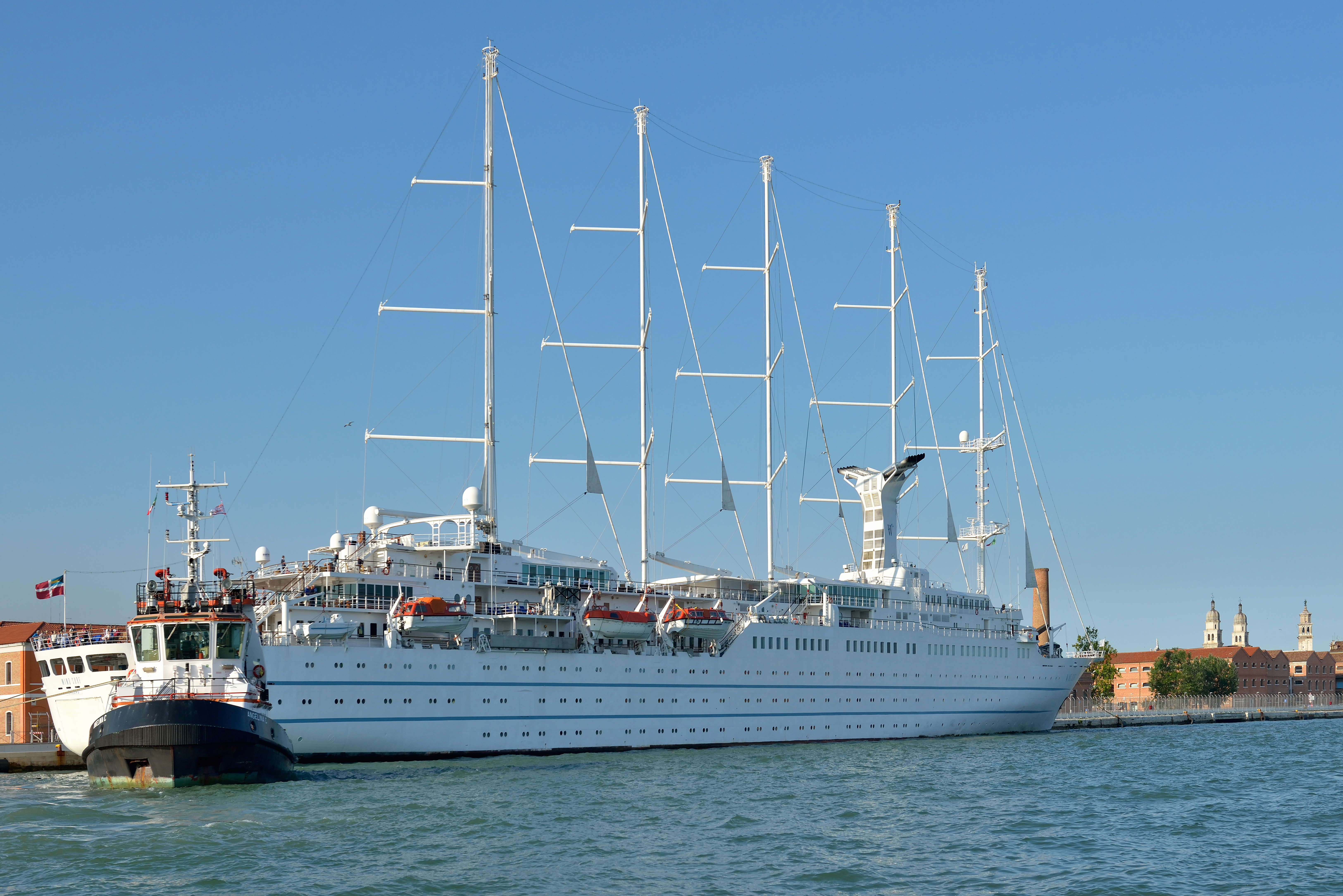
La nave de cruceros Wind Surf.